# Thomas Mehrlaender

Thomas Mehrlaender auf einer Ausstellung im Jahr 2005

Thomas Mehrlaender (* 1954 in Schweinfurt, Bayern) ist ein deutscher Maler und Bildhauer.

## Leben
Mehrlaender studierte von 1977 bis 1982 an der Fachhochschule für Gestaltung in Würzburg sowie von 1982 bis 1984 an der Hochschule der Künste in Berlin. Es folgten Reisen durch die Türkei, Persien und Syrien, Südostasien, auf die kanarischen Inseln sowie durch die USA und Südamerika. Dieser Reiseleidenschaft ist auch sein Künstlername zu verdanken.
1986 wirkte er an der Ausstellung „Schock und Schöpfung – Jugendästhetik im 20. Jahrhundert“ des Württembergischen Kunstvereins mit.

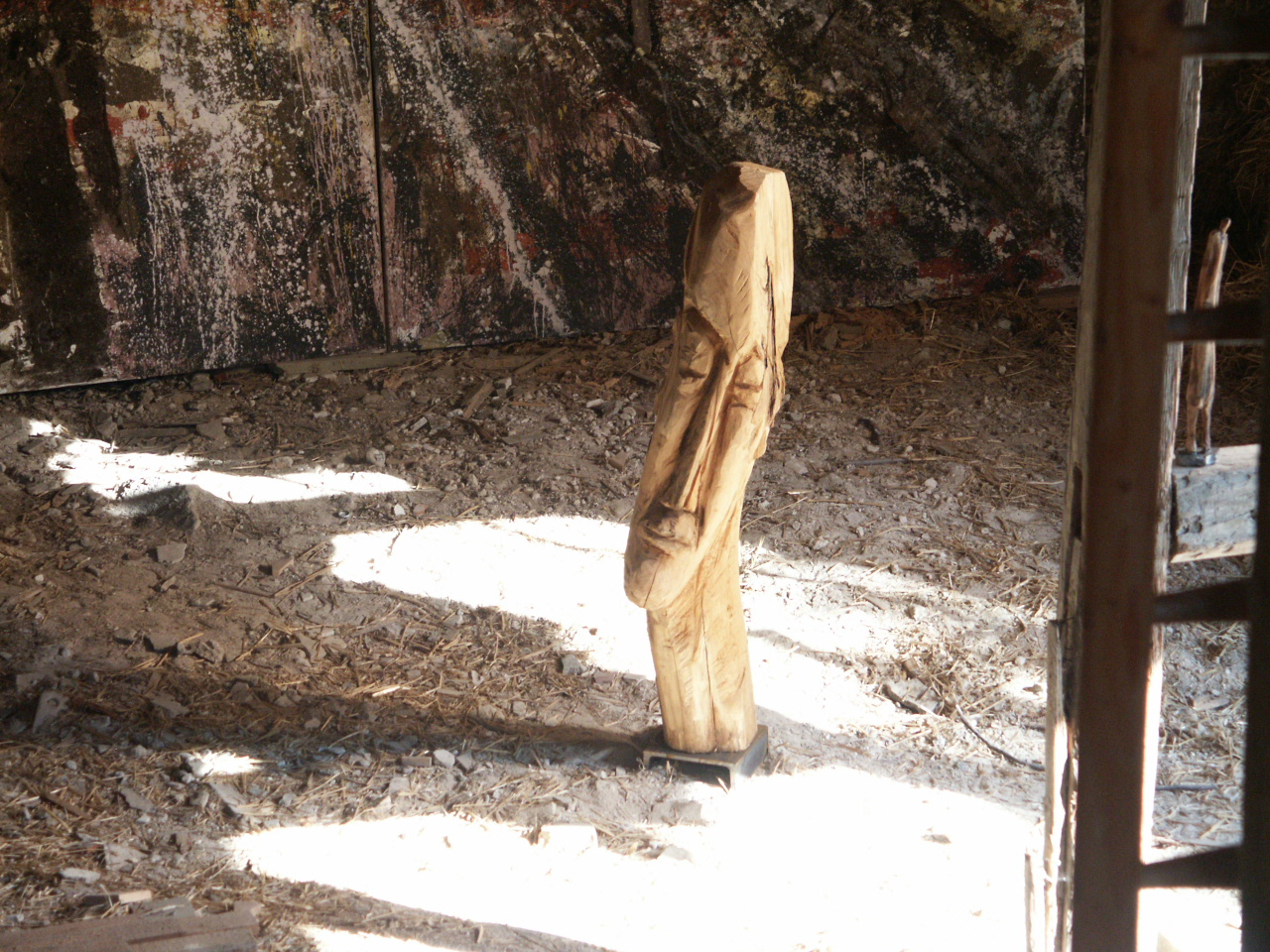
Eine mit der Motorsäge erstellte Holzskulptur

1992 erlernte er in Norwegen Skulpturen mit der Motorsäge zu erstellen. Seitdem tritt er europaweit bei Performances als Kettensägenästhet auf.
Von 1996 bis 2008 lebte und arbeitete der Künstler auf der kanarischen Insel El Hierro.
2012 war er als Charles Bukowski im theater ensemble Würzburg zu sehen.

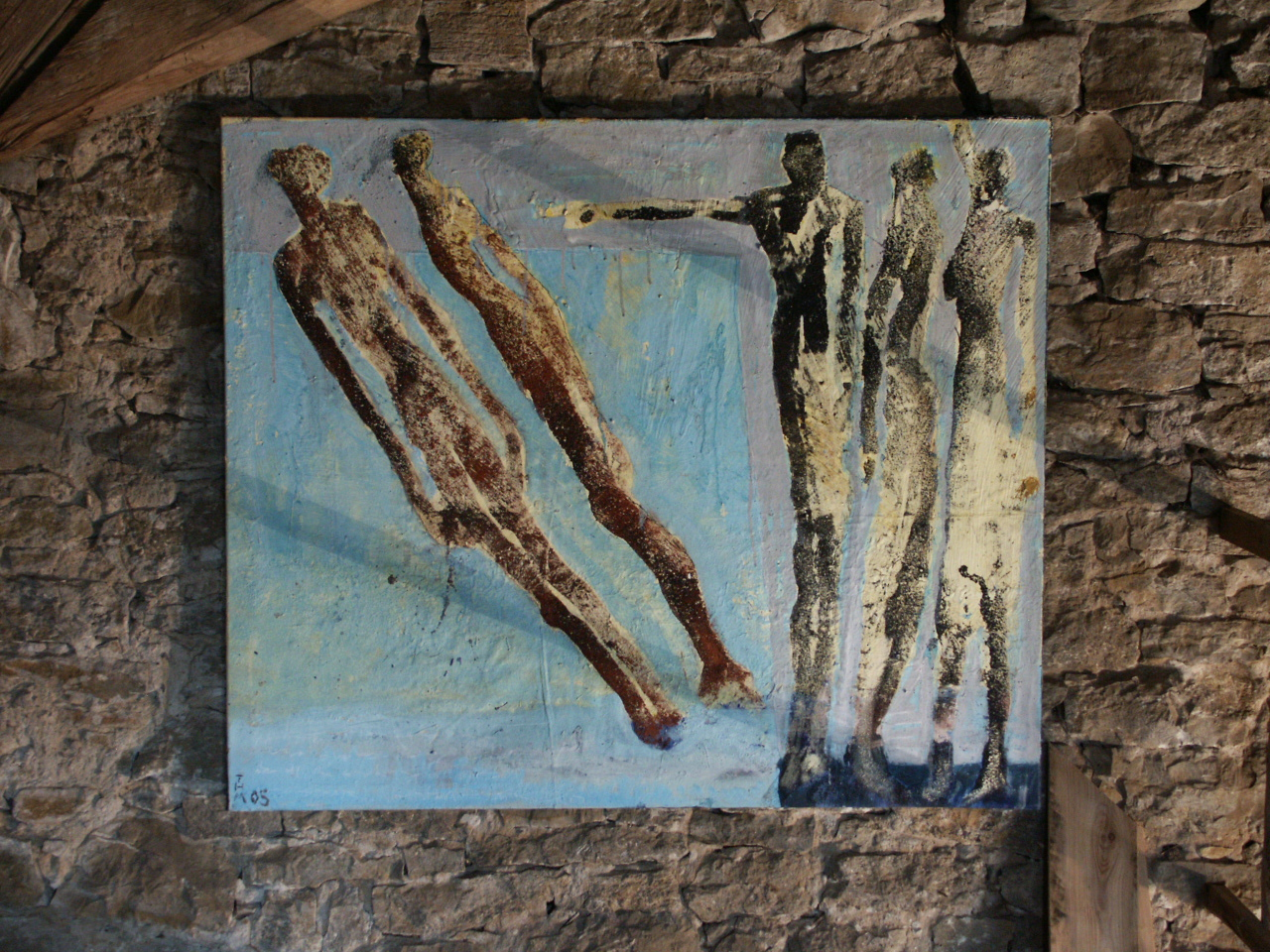
Gemälde aus der Reihe „Grenzgänger“

Mehrlaenders Hauptmotive sind Landschaften und menschliche Körper. Sein Motto lautet: „Das Leben ist mein Kunstwerk, die Werke sind die Spuren.“

## Ausstellungen und Performances (Auswahl)
- 1984 – Performance „Flut“ mit Hans Jürgen Knappe (Sulzdorf)
- 1985 – Performance „Klein Nizza“ (Würzburg)
- 1986 – Environment zur Ausstellung „Schock und Schöpfung“ (Württembergischer Kunstverein, Stuttgart, Hamburg und München)
- 1986 – Ausstellung mit Frederick D. Bunsen (Galerie Jeroch und Sauer, Frankfurt am Main)
- 1986 – Performance „Klagemauer“ (Schweinfurt)
- 1990 – Performance „Die Brücke“ (Schweinfurt)
- 1990 – Performance „Der Stuhl“ (Off-Galerie Höchberg)
- 1991 – Mainfranken-Messe, Würzburg
- 1993 – Erstes Europäisches Malerpleinair (Arneburg an der Elbe)[5]
- 1995 – Ausstellung und Performance „Leere–Fülle“ (Kulturschiene der WSB, Würzburg)
- 1999 – „Skulpturenstraße“ (Zweisimmen, Schweiz)
- 2000 – Ausstellung „Verlorener Horizont“ mit Konrad Franz (Galerie Kleinrinderfeld, Deutschland)
- 2003 – „Los Dioses tienen que ser locos“, Club Prensa Canaria (Las Palmas de Gran Canaria, Kanarische Inseln)
- 2003 – Ausstellungen und Kettensägenperformances in der Schweiz und Deutschland
- 2005 – Ausstellung „Casa del Hoyo“ (Ayuntamiento de La Frontera, El Hierro, Kanarische Inseln)
- 2005 – Kettensägen-Vernissage und Ausstellung (Linz, Österreich)[6]
- 2006 – Ausstellung mit Joke Volta (La Frontera)[7]
- 2006 – Ausstellung „Grenzgänger“ (Isernhagen bei Hannover)[8]
- 2008 – Ausstellung „Nackte Körper, nackte Köpfe“ (Theilheim bei Würzburg)

## Öffentliche Ankäufe (Auswahl)
- Städtische Galerie, Würzburg
- Städtische Sammlungen, Schweinfurt
- Bayerische Staatsgalerie, München
- Ayuntamiento de Arucas, Gran Canaria[9]
- Würzburger Straßenbahn GmbH (WSB), Würzburg